# اندیس باب نم
باب نم یک اندیس فلزی است که در حوالی شهر سردونیه استان کرمان قرار دارد و مادهٔ معدنی موجود در آن، طلا است.سنگ میزبان این اندیس سنگ‌های پیروکلاستیک و آندزیتی است و دیرینگی آن به دوران ائوسن می‌رسد. در این اندیس، پاراژنز‌های مس یافت می‌شوند.